# Raimar Richers
 Raimar Richers  (* Zurique, 31 de julho de 1926 — † São Paulo, 18 de junho de 2002) foi um dos Professores Fundadores da FGV EASP, Escola de Administração de Empresas de São Paulo da Fundação Getulio Vargas, consultor de empresas e fotógrafo amador brasileiro. Foi um dos primeiros especialistas em Marketing no Brasil e escreveu vários livros e artigos sobre este assunto e outros.

## Biografia
Filho de Gustave Pedro Wilhelm Richers e de Anna Maria Schaumann Richers, ambos nascidos no Brasil e descendentes de famílias alemãs, foi casado com Anna Elisabeth Richers, suíça, nascida em Solothurn, em 31 de julho de 1923. Teve dois filhos: Cristiano (1958) e Betina (1959). Foi neto de Henrique Schaumann e bisneto de Gustav Stutzer e Therese Stutzer. Nasceu em Zurique, Suíça, durante uma das muitas viagens de sua mãe para a Europa, mas viveu toda sua infância e adolescência em São Paulo. Apesar de ter nascido naquele país e ter-se casado com uma cidadã suíça, nunca teve a nacionalidade suíça (a Suíça segue o critério da "ius sanguinis" para conceder a nacionalidade, e o Brasil o da "ius solis"). Passou seus primeiros 20 anos sem nacionalidade e, mais tarde, solicitou a brasileira.
Foi primo em primeiro grau de Herbert Richers, produtor de filmes que trouxe a tecnologia da dublagem ao Brasil.
Estudou Economia na Universidade de Berna, onde obteve o título de Doutor em Ciências Econômicas com a distinção Summa Cum Laude em 1952. Na universidade conheceu sua futura esposa, Anna Elisabeth Bläsi, que lá estudava Psicologia, tendo como um de seus professores Jean Piaget.
Após seu retorno ao Brasil, trabalhou na General Motors do Brasil como Gerente do Departamento de Análises Econômicas até 1956. Neste ano foi selecionado para participar do treinamento dos primeiros professores da EAESP/FGV, Escola de Administração de Empresas de São Paulo da Fundação Getulio Vargas, na Michigan State University, onde obteve o título de Master of Arts em Administração de Empresas. Ainda em 1956 iniciou sua carreira na FGV EASP como Professor Assistente. Em 1957 tornou-se Professor Adjunto, em 1974 Professor Pleno e em 1975 Professor Fundador. Durante este período assumiu também os seguintes cargos na escola: Coordenador do Curso de Pós-Graduação em 1958, Chefe do Centro de Pesquisas e Publicações de 1959 a 1963, Coordenador do Curso Intensivo de Administradores de 1966 a 1968, Chefe do Departamento de Mercadologia de 1970 a 1973. Criou a Revista de Administração de Empresas — RAE e foi seu Redator Chefe e Diretor Responsável de 1960 a 1965. Aposentou-se da FGV em 1982.
Em 1973 fundou a empresa RR&CA – Raimar Richers e Consultores Associados, através da qual atuou como consultor em mais de 200 empresas brasileiras até seu falecimento em 2002. Foi membro dos Conselhos de Administração das empresas. Bicicletas Caloi S.A. (São Paulo), Zivi-Hercules S.A. (Porto Alegre) e da Brasilinterpart Intermediações e Participações S.A. (São Paulo).
Faleceu em 18 de junho de 2002, aos 75 anos, na cidade de São Paulo. 

## Principais livros e monografias publicados
- Sobre a Fundação do Café no Comércio Exterior do Brasil (tese de doutoramento, Linotipadora Gráfica Ltda., São Paulo, 1953, original em alemão).
- Análise de Títulos Particulares no Brasil e Ações Paulistas: Rendimento e Valorização (co-autor, monografias, Bolsa Oficial de Valores de São Paulo, São Paulo, 1959 e 1960).
- Impacto da Ação do Governo sobre as Empresas Brasileiras (coautor, Fundação Getúlio Vargas, Rio de Janeiro, 1963).
- A Administração de Vendas nas Pequenas Empresas Brasileiras (coautor, Fundação Getúlio Vargas, Rio de Janeiro, 1967; 2ª edição 1970).
- Ensaios de Administração Mercadológica (Coordenador, Fundação Getúlio Vargas, Rio de Janeiro, 1972; 2ª edição 1977).
- Princípios da Administração Mercadológica (coautor, com 3 capítulos, Fundação Getúlio Vargas, Rio de Janeiro, 1973).
- Rumos da América Latina - Desenvolvimento Econômico e Mudança Social (Editora Edgard Blücher, São Paulo, 1975).
- Seguro de Vida: Um Mercado a Conquistar (Associação das Cias. de Seguro no Estado de São Paulo, mimeografado, 1975).
- Segmentação como Alternativa Estratégica em Empresas Brasileiras (relatório de pesquisa no. 1, EAESP/FGV, mimeografado, 1980)
- O Que é Marketing (Coleção Primeiros Passos, Editora Brasiliense, São Paulo, 1ª edição 1981)
- O Que é Empresa (Coleção Primeiros Passos, Editora Brasiliense, São Paulo, 1986)
- O que é - Trabalho, Empresa e Marketing (coautor, Coleção Primeiros Passos, Editora Brasiliense, São Paulo, 1987)
- Segmentação - Opções Estratégicas para o Mercado Brasileiro (Coordenador com Cecilia P. Lima, Editora Nobel, 1991)
- Surfando as ondas do mercado (RR&CA Editora, São Paulo, 1ª edição 1996)
- Marketing: Uma Visão Brasileira (Editora Negócio, São Paulo, 1ª edição 2000)

## Artigos em Revistas
- Os surfistas é que estão certos (Revista Exame, 17/01/1996) [ligação inativa]
- O legado do mestre do marketing (Revista Exame, 08/04/1996)[ligação inativa]
- Da cartilha de Richers (Revista Exame, 08/04/1996)[ligação inativa]
- 50 anos em 5 (Revista Exame, 26/01/2000) [ligação inativa]
- Feito para o Brasil (Revista Exame, 04/10/2000) [ligação inativa]

## Principais artigos profissionais
- A Emancipação do Administrador Mercadológico (Revista de Administração de Empresas, vol.1, n° 1, mai/ago 1961)
- O Empresário e a Inflação Brasileira (Revista de Administração de Empresas, vol.2, n° 4, mai/ago 1962)
- Um Método Composto de Determinação de Preços (Revista de Administração de Empresas, vol.2, n° 5, set/dez 1962)
- Determinação de Zonas de Vendas: Um Modelo Brasileiro (Revista de Administração de Empresas, vol . 4, n° 13, dez 1964)
- Eine Strategie der Preisbestimmung für die Unternehmung (Management International Review, Wiesbaden, vol.6, n° 3, 1966)
- Transformação Social pela Abertura de Novos Mercados (Revista de Administração de Empresas, vol. 8, n° 27, jun 1968)
- Desenvolvimento: Um Desafio Social (Revista de Administração de Empresas, vol. 1O, n° 2, jun 1970)
- Considerações Pouco Ortodoxas Sobre a Função do Consumo e Suas Implicações para os Países Menos Desenvolvidos (Revista de Administração de Empresas, vol. 11, n° 2, jun 1971)
- Educar — Para que? (Revista de Administração de Empresas, vol. 11, n° 4, dez 1971)
- Uma Futurologia Mercadológica para o Brasil (Mercados Porto Alegre, set/out 1977)
- Um Conceito Funcional de Integração Mercadológica (Em: R. Richers (coord.), Ensaios de Administração Mercadológica FGV, Rio de Janeiro, 1972 e 1978)
- Dependência: Fatalidade ou Falácia do Desenvolvimento? (Revista de Administração de Empresas, vol.13, n° 1, março 1973)
- A Mercadologia Internacional como Desafio e Ameaça para os Países em Desenvolvimento (Revista de Administração de Empresas, vol.14, n° 2, abr 1974)
- O Planejamento Familiar e o Mercado de Anticoncepcionais no Brasil (coautoria com Eduardo A. Buarque de Almeida, Revista de Administração de Empresas, vol. 15, n° 4, jul/ago 1975)
- Seguro de Vida: Um Mercado a Conquistar (Revista de Administração de Empresas, vol. 15, n° 3, mai/jun 1975)
- A Latin American Marketing Profile and its Implications for Economic Development (em:  World Marketing Series in Modern Marketing, Nr.5, Japan Productivity Center, Tokyo, 1975)
- Estratégias Mercadológicas de Empresas Multinacionais no Brasil (co-autoria com William K. Brandt e James M. Hulbert‚ Revista de Administração de Empresas, vol. 6, n° 4, jul/ago 1976)
- Marketing Brasil: Onde Estamos? Para Onde Vamos? (Mercado Global, Ano 7, n° 46, 1980)
- Marketing Planning in the Multinational Subsidiary: Practices and Problems (com James M. Hulbert e William K. Brandt, Journal of Marketing, vol. 44, n° 3, versão 1980)
- Objetivos como Razão de Ser da Empresa (Revista de Administração de Empresas, vol. 20, n° 3, jul/set 1980)
- Pitfalls in Planning for Multinational Operations (com William K. Brandt e James M. Hulbert, Long Range Planning, vol. 13, n° 4, dez 1980)
- Diversificar ou Não? Eis a Questão (Revista de Administração - FEA-USP, vol.16, n° 2, abr/jun 198l)
- Livros-textos de Marketing: Um Confronto Crítico (Revista de Administração de Empresas, vol. 2l, n° 2, abr/jun 1981)
- Estratégia, Estrutura e Ambiente (Revista de Administração de Empresas (USP), vol. 21, n° 4, out/dez 1981)
- A Sociedade Industrial e o Poder da Empresa Revista de Economia Política, vol. 2, n° 4, out/dez 1982)
- Elementos para uma Teoria de Decisões Estratégicas (Revista de Administração USP, vol. 17, n° 4, out/dez 1982)
- Como Enfrentar a Concorrência com Vantagem (Briefing, n° 51, jan/fev 1984)
- Marketing e a Crise Econômica Brasileira (Tibiriçá, Ano XI, n° 20, jan/jun 1984)
- O Enigmático, mas Indispensável Consumidor (Revista de Administração USP, vol. 19, n° 3, jul/set 1984)
- O Mercado Como Catalisador do Desenvolvimento (Revista de Administração de Empresas, vol. 26, n° 3, jul/set 1986)
- O Futuro do Marketing e o Marketing do Futuro (Revista de Administração USP, vol. 21, n° 4, out/dez 1986)
- Informação, Conhecimento e Sabedoria (Mercado Global, Ano XIV, n° 70, jan/abr 1987)
- O despertar do Marketing Comunitário (Conjuntura Social, Ano II, mar 2000)
- As extraordinárias perspectivas do Marketing (About, Ano XII, n° 578, mai 2000)